# Tractat de Nimfèon (1261)

Mapa de la regió el 1265, poc després del tractat de Nimfèon de 1261

El Tractat de Nimfèon (en llatí: Nymphaeum) va ser un tractat i un pacte de defensa mútua entre l'Imperi de Nicea i la República de Gènova realitzat en la ciutat de Nimfèon al març de 1261. Tenia per objectiu la defensa mútua en cas d'un atac per part de la República de Venècia, i al mateix temps una sèrie de concessions als genovesos, especialment comercials, incloent un barri a la capital imperial. Un altre dels objectius d'aquest tractat consistia en l'ajut militar als genovesos de Nicea en el cas d'un setge a la capital de l'Imperi Llatí, encara que mai no va ser necessari. El Tractat de Nimfèon tindria un enorme impacte tant al restaurat Imperi Romà d'Orient i a la República de Gènova, i dictaria la història de tots dos durant alguns segles després de la seva signatura.

## Context
Després del saqueig de Constantinoble per la Quarta Croada el 1204, l'Imperi de Nicea va ser fundat com un dels estats successors de l'Imperi Romà d'Orient. Després d'un violent i caòtic inici, Nicea va mantenir el seu control sobre els territoris al llarg de la costa d'Anatòlia contra l'Imperi Llatí al nord i en contra dels turcs seljúcides a l'est. Després d'un tractat de Nimfèon el 1214, l'Imperi de Nicea va aconseguir ampliar a poc a poc les seves fronteres a costa dels enemics llatins i va recuperar una bona part (però no tota) del territori romà d'Orient original i ja el 1230, l'Imperi Llatí era tan sols la capital Constantinoble. A la fi del 1250 i principis de 1260, Venècia encara mantenia una flota considerable de trenta vaixells al Bòsfor.
La flota de Nicea -força gran en aquest moment- va ser capaç de reprendre i exercir un control efectiu sobre diverses illes de l'Egeu, representant una amenaça directa a Constantinoble controlada pels llatins, 3 però així i tot, la flota veneciana aliada amb els llatins, va ser un dur rival. Aquest fet va quedar clarament demostrat durant el Setge de Constantinoble (1235), portat a terme per una força conjunta bulgaronicena, quan una flota de Nicea amb 100 vaixells va ser derrotada per una força veneciana quatre vegades menor. El fracàs en el pròxim setge de 1260, també va mostrar la necessitat d'una flota poderosa per recolzar qualsevol futur atac a Constantinoble.

## El tractat

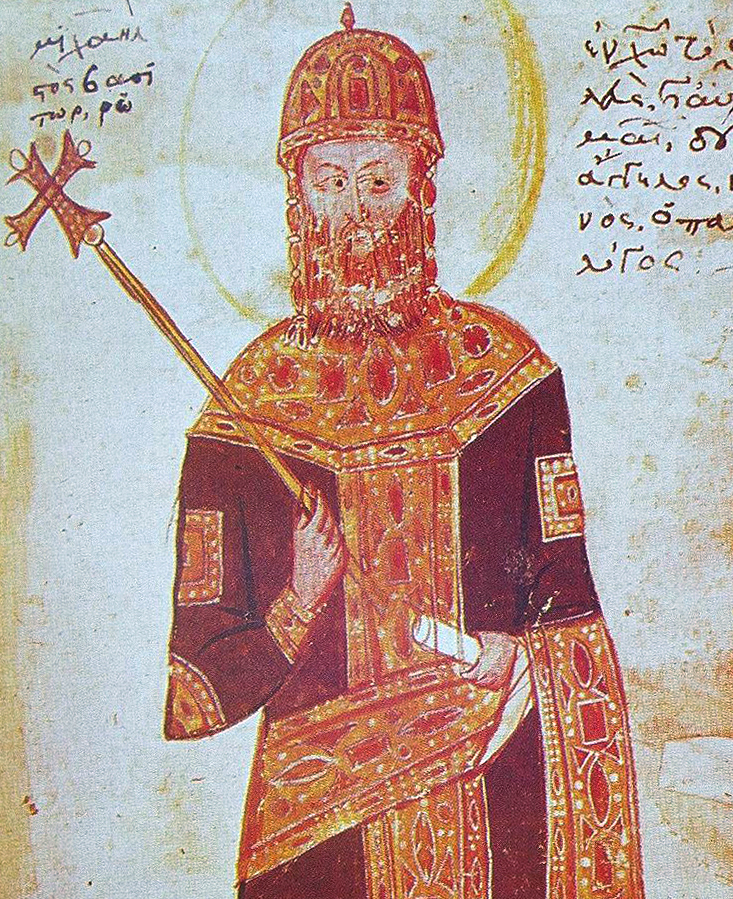
Miquel VIII Paleòleg

Aquesta deficiència naval va portar l'emperador de Nicea, Miquel VIII Paleòleg, a cercar una aliança amb els rivals comercials i navals de Venècia, la República de Gènova, que ja estava en guerra amb Venècia. El 13 de març de 1261, es va signar un acord comercial i de defensa mútua, pel qual Gènova s'aliaria en cas d'una guerra i proporcionaria una flota de fins a cinquanta vaixells per donar suport el setge planejat de Nicea a Constantinoble, a més a més d'altres setze vaixells que havien de ser lliurats tot seguit. El tractat va permetre que els de Nicea poguessin comprar cavalls i armes en territoris genovesos i els genovesos podien enrolar-se a les forces de Nicea. A canvi, els genovesos rebrien exempcions d'impostos comercials i a les tarifes aranzelàries en tot l'imperi, també en el seu propi barri a Pera, a la vora del Corn d'Or enfront de Constantinoble. El Tractat de Nimfèon tenia un objectiu similar al Tractat romano-venecià de 1082, en el qual Venècia havia aconseguit considerables concessions de l'imperi.

## Resultats

Localització de Pera (actual Beyoğlu) a Constantinoble

Malgrat aquest tractat, Constantinoble va ser reconquistada per sorpresa per Aleix Estrategopul el 25 de juliol de 1261 sense l'ajut dels genovesos. El Tractat de Nimfèon es va tornar quasi redundant als romans d'Orient i Miquel VIII estava ferm en el seu propòsit de crear una forta armada nacional. Però com Venècia i d'altres poders catòlics amenaçaven l'Imperi Romà d'Orient amb constants invasions, el tractat continuaria sent vàlid, amb petites modificacions. Per a Gènova, el tractat va tenir un gran impacte, ja que va ser la base sobre la qual l'imperi comercial dels genovesos es va iniciar a l'Orient Pròxim, especialment mitjançant la transformació de Gàlata (el barri genovès de Pera) i el centre comercial més gran de la regió. Tanmateix, sobretot després de la mort de Miquel VIII, l'Imperi Romà d'Orient es convertiria en un titella en mans dels venecians i genovesos, la potència comercial i la supremacia naval que una vegada en van tenir va ser usurpada pels pirates de tots dos costats.